# Louis de Baré de Comogne
Louis, comte de Baré de Comogne, né à Yves-Gomezée le 14 juin 1852 et mort à Winksele le 16 août 1899, est un homme politique belge.

## Fonctions et mandats
- Conseiller provincial de Namur : 1882-1884
- Membre de la Chambre des représentants de Belgique :  1884-1894

## Sources
- Vingt-cinq années de gouvernement, 1884-1909. Le parti catholique belge et soen œuvre, Brussel, Dewit, 1910.
- Oscar COOMANS DE BRACHÈNE, État pésent de la noblesse belge, Annuaire 1984, Brussel, 1984.
- Jean-Luc DE PAEPE, Christiane RAINDORF-GERARD, Le Parlement belge, 1831-1894. Données biographiques, Brussel, Académie royale des sciences, des lettres et des beaux-arts de Belgique, 1996.

- Ressource relative à plusieurs domaines :   - ODIS